# Jaroslav Heyrovský
Jaroslav Heyrovský, född 20 december 1890 i Prag, död där 27 mars 1967, var en tjeckisk kemist. Han mottog 1959 Nobelpriset i kemi för sin upptäckt av polarografin, en elektrokemisk metod, som fått betydande användning inom kemisk analys.

## Biografi
Jaroslav Heyrovský föddes i Prag den 20 december 1890. År 1909 började han studera kemi, fysik och matematik vid Karlsuniversitetet i Prag, och mellan 1910 och 1914 fortsatte han sina studier vid University College London. Under första världskriget arbetade Heyrovský som apotekare och radiolog vid ett militärsjukhus.
Efter kriget började Heyrovský som assistent åt professor B. Brauner vid Karlsuniversitetets institut för analytisk kemi i Prag. 1922 befordrades han till docent, och 1926 blev han universitetets första professor i fysikalisk kemi. 
Heyrovský uppfann polarografin år 1922 och ägnade resten av sin vetenskapligt aktiva tid åt att vidareutveckla denna metod. 1950 utsågs Heyrovský till chef för det då nybildade Polarografiska institutet, som sedermera kom att införlivas i Tjeckoslovakiska vetenskapsakademin 1952. Heyrovský ledde institutet till 1963, då han gick i pension.
1926 gifte sig Heyrovský med Marie Koranová. De fick två barn tillsammans, Jitka, född 1929, och Michael, född 1932. Jaroslav Heyrovský avled 1967 efter att ha haft hälsoproblem under flera år. Han är begraven på Vyšehrad-kyrkogården i Prag.

## Hedersbetygelser och utmärkelser
För sin forskning kom Heyrovský att hedras av många universitet och vetenskapsakademier världen över. Han valdes till Fellow vid University College London 1927, och utsågs till hedersdoktor vid Technische Universität Dresden 1955, Universitetet i Warszawa 1956, Université d'Aix-Marseille 1959 och Paris universitet 1960. Heyrovský förärades hedersmedlemskap i American Academy of Arts and Sciences 1933; Ungerska vetenskapsakademien 1955; Indiska vetenskapsakademien 1955; Polska vetenskapsakademien 1962; valdes till korresponderande medlem av Akademie der Wissenschaften der DDR 1955; medlem av Deutsche Akademie der Naturforscher Leopoldina 1956; utländsk medlem av Det Kongelige Danske Videnskabernes Selskab 1962; vicepresident för Internationella unionen för ren och tillämpad fysik mellan 1951 och 1957; president och förste hedersmedlem i Polarografiska sällskapet i London; hedersmedlem av Japans polarografiska sällskap; hedersmedlem av de kemiska sällskapen i Tjeckoslovakien, Österrike, Polen, England och Indien. 1965 valdes Heyrovský till utländsk ledamot (foreign member - ForMemRS) av brittiska Royal Society. 1959 mottog han Nobelpriset i kemi av Kungliga Vetenskapsakademien. 
Hemma i Tjeckoslovakien tilldelades Heyrovský Statspriset av första klass 1951, och Tjeckoslovakiska republikens orden 1955. 
Heyrovský föreläste om polarografi i USA 1933, Sovjetunionen 1934, England 1946, Sverige 1947, Folkrepubliken Kina 1958, och Förenade arabrepubliken (Egypten) 1960 och 1961. 
Kratern Heyrovsky på månen och asteroid 3069 Heyrovský är uppkallad till hans ära.